# Gujan-Mestras
Gujan-Mestras – miejscowość i gmina we Francji, w regionie Nowa Akwitania, w departamencie Żyronda.
Według danych na rok 1990 gminę zamieszkiwały 11 433 osoby, a gęstość zaludnienia wynosiła 212 osób/km² (wśród 2290 gmin Akwitanii Gujan-Mestras plasuje się na 33. miejscu pod względem liczby ludności, natomiast pod względem powierzchni na miejscu 106.).